# Kampf um Naulila
1914

Maritz-Rebellion – Naulila – Sandfontein
1915

Kakamas – Trekkopje – Sam Khubis – Otavifontein

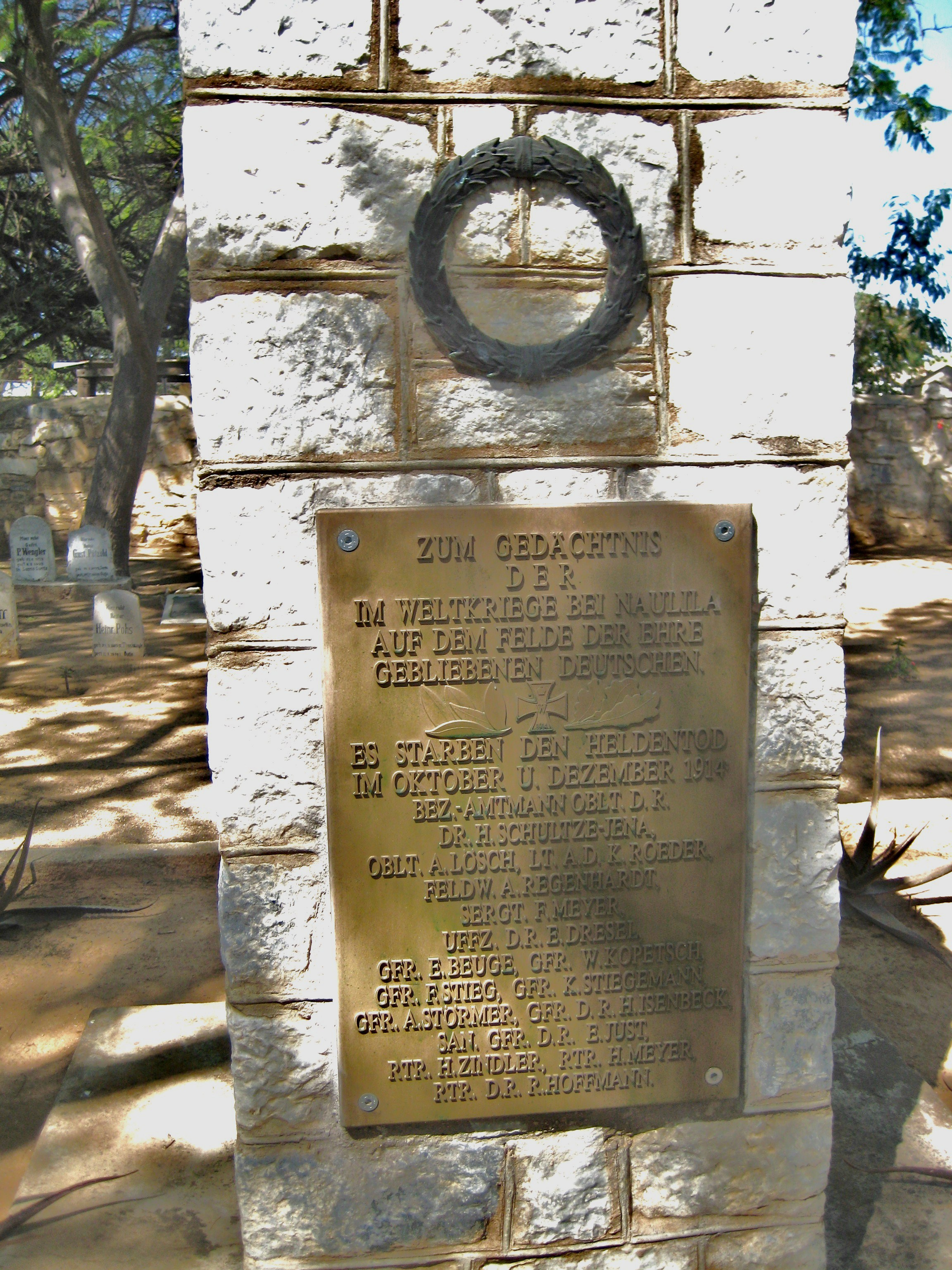
Naulila-Denkmal in Outjo (Namibia)

Der Kampf um Naulila fand am 18. Dezember 1914 statt und war der Höhepunkt und Abschluss einer im Oktober 1914 vom Gouverneur von Deutsch-Südwestafrika, Theodor Seitz, angeordneten Strafexpedition der deutschen Schutztruppe auf dem Gebiet der portugiesischen Kolonie Angola. Vorausgegangen war der Tod eines deutschen Bezirksamtmanns und dreier Angehöriger der Schutztruppe bei einem Besuch des portugiesischen Forts Naulila am 18. Oktober 1914 im Zuge einer Auseinandersetzung unter weitgehend ungeklärten Umständen.
Der Kampf ereignete sich während des Ersten Weltkrieges, allerdings bestand zwischen Deutschland und Portugal zu dieser Zeit noch kein Kriegszustand, da Portugal neutral geblieben war und erst 1916 in den Krieg eintrat.

## Hintergrund und Verlauf
Als im August 1914 der Erste Weltkrieg ausbrach, sah sich die Schutztruppe in Deutsch-Südwestafrika alsbald mit der militärischen Übermacht der Union Defence Force aus der Südafrikanischen Union von Süden her konfrontiert. Um angesichts dessen zumindest einen Krieg an einer weiteren, nördlichen Front mit den in Angola herrschenden Portugiesen zu verhindern, strebte das Deutsche Reich Verhandlungen mit Portugal an.
Im Oktober 1914 brach der Bezirksamtmann von Outjo, Hans Schultze-Jena (ein Sohn von Bernhard Sigmund Schultze), zusammen mit vier Offizieren der Schutztruppe zum portugiesischen Fort in Naulila auf, um dort Verhandlungen über einen Nichtangriffspakt zu führen. Außerdem sollte der Verbleib von Nahrungsmittellieferungen geklärt werden, die anscheinend in Angola verschwunden waren.
Die Delegation überquerte die Grenze zu Angola manchen Quellen zufolge illegal, während anderen Quellen zufolge eine Einladung von Seiten der Portugiesen bestand.
In Angola angekommen, trafen Schultze-Jena und seine Begleiter auf eine vom Offizier Alferes Sereno angeführte portugiesische Einheit. Sereno forderte die Deutschen auf, ihn nach Fort Naulila zu begleiten, und es kam zu einem kurzen Feuergefecht, in dessen Verlauf Schultze-Jena und zwei Offiziere den Tod fanden. Die zwei überlebenden Offiziere wurden von Sereno nach Fort Naulila verbracht, wo sie am 19. Oktober 1914 von Garnisonssoldaten ermordet wurden.
Als Reaktion auf diese Vorfälle stellte der Oberbefehlshaber der Schutztruppe von Deutsch-Südwestafrika, Oberstleutnant Joachim von Heydebreck, eine Strafexpedition unter Oswald Ostermann, dem Polizeichef von Nkurenkuru, zusammen, die am 31. Oktober 1914 das portugiesische Fort in Cuangar angriff und im Verlauf des sogenannten Massakers von Cuangar die allermeisten portugiesischen sowie angolanischen Bewohner des Forts durch den Einsatz von Maschinengewehren tötete. Nach der Zerstörung Cuangars zog Ostermann weiter und zerstörte im Verlauf weiterer Gefechte die portugiesischen Forts in Bunya, Shambyu, Dirico und Mucusso.
Als Oberstleutnant von Heydebreck im November 1914 verstarb, übernahm Major Victor Franke den Oberbefehl über die Schutztruppe.
Kurz darauf stellte Franke ein Bataillon aus 500 Mann für eine weitere Ausdehnung der Strafexpedition gegen Angola zusammen und griff am 18. Dezember 1914 das Fort Naulila an. Um an den Ort des Geschehens zu gelangen, wurde das neu aufgestellte Bataillon zuvor mit der Eisenbahn von Karasburg bis Otjiwarongo transportiert, von wo es dann zu Fuß bis nach Naulila marschierte.
Im Verlauf des Gefechtes wurde Franke verletzt, so dass Hauptmann Georg Trainer das weitere Kommando übernahm.
Obwohl die Schutztruppe zahlenmäßig unterlegen sowie aufgrund der langen Anreise erschöpft war, konnte sie im Laufe des Gefechtes schnell die Oberhand gewinnen. Die portugiesische Besatzung des Forts erlitt in der Folge eine vernichtende Niederlage. Geschätzte 150 Portugiesen fanden im Verlauf des Gefechtes den Tod. Die überlebenden Portugiesen flohen früh in den Busch, wo die meisten von ihnen anschließend durch die aufgrund der portugiesischen Kolonialherrschaft in Angola unterdrückten Owambo getötet wurden. Fort Naulila wurde im Zuge des Gefechts vollkommen zerstört. Einige wenige portugiesische Unteroffiziere und Offiziere überlebten in deutscher Gefangenschaft, unter ihnen Manuel dos Santos Pimenta.
Die Schutztruppe hatte im Gegensatz zu den Portugiesen lediglich 31 Gefallene zu beklagen.

## Rechtsgeschichte
Beim deutschen Angriff auf Cuangar handelte es sich rechtlich gesehen um eine Repressalie. 1928 legte ein internationales Schiedsgericht, welches diesen Angriff verhandelte, rechtliche Anforderungen für derartige Repressalien fest (vorausgehender Verstoß des bestraften Staates; nach Verhandlungen bleiben die Wiedergutmachungsansprüche unerfüllt; die Repressalie darf nicht unverhältnismäßig zum vorausgegangenen Rechtsbruch sein).

## Sonstiges
Das Naulila-Denkmal im namibischen Outjo erinnert bis heute an die deutschen Opfer der Strafexpedition. Alle während der Strafexpedition gefallenen deutschen Soldaten wurden in Outjo bestattet.
Das Deutsche Reich erklärte Portugal erst am 9. März 1916 offiziell den Krieg, als Deutsch-Südwestafrika längst an die Südafrikaner verloren war.
Ein Führer der Himba, Vita Tom, beteiligte sich auf portugiesischer Seite am Kampf um Naulila und konnte fliehen.
Der Gouverneur der Província de Angola, Norton de Matos, reichte aufgrund der Ereignisse seinen Rücktritt ein.